# Domingo Tejera
Domingo Tejera (* 27. Juli 1899 in Montevideo; † 30. Juni 1969 ebenda) war ein uruguayischer Fußballspieler.

## Vereinskarriere
Bereits in seinem Debütjahr – er gehörte bereits mit 18 Jahren zur Ersten Mannschaft – feierte der mit 1,89 außergewöhnlich große Abwehrspieler mit den Bohemios genannten Wanderers nach gewonnener Meisterschaft der Segunda División seinen persönlichen Aufstieg in die höchste uruguayische Spielklasse, wo er alsbald in der Ersten Mannschaft debütierte. 1922 wurde er mit seiner Mannschaft uruguayischer Vizemeister, als seitens der AUF Nacional vorzeitig zum Meister erklärt wurde. In den nächsten Saisons im von der Federación Uruguaya de Football ausgerichteten Campeonato Uruguayo de la Federación Uruguaya de Football antretend, wurde Tejera dort mit seinen Mitspielern 1923 Meister und 1924 Vize-Meister. Zu dieser Zeit war der komplette und insbesondere mit seiner Physis überzeugende Spieler Tejera auch Kapitän der Wanderers. 1924 steht zudem der Gewinn der Copa Río de La Plata für ihn zu Buche. 1931 sicherte er sich mit den Wanderers den uruguayischen Meistertitel. Nach der Folgesaison beendete er, immer noch als Kapitän, seine Laufbahn bei dem Verein, dem er im Verlaufe seiner gesamten Karriere treu blieb.

## Nationalmannschaft
Erstmals beim Campeonato Sudamericano 1920 im chilenischen Viña del Mar zum erfolgreichen, da titelgewinnenden Aufgebot der uruguayischen Fußballnationalmannschaft gehörend, wurde er auch in den beiden folgenden Jahren immer wieder in den Nationalmannschaftskader berufen und war Teil der 1922 beim Copa Lipton erfolgreichen Auswahl. Zwischen 1923 und 1925 gehörte er ununterbrochen der uruguayischen Auswahl der FUF an. Nach Wiedervereinigung der Verbände nahm er 1926 erneut am Campeonato Sudamericano teil, das auch diesmal Uruguay gewann. Im Folgejahr war er beim Campeonato Sudamericano 1927 unangefochtener Stammspieler der Celeste. Der Gewinn der Goldmedaille mit der uruguayischen Auswahl bei den Olympischen Sommerspielen 1928 (ohne eigenen Spieleinsatz) und die Teilnahme bei der Fußball-Weltmeisterschaft 1930, bei der Uruguay sich bei der erstmaligen Austragung dieser Veranstaltung den Weltmeistertitel sichern konnte, waren weitere Bausteine seiner großen Karriere. Im Verlauf des WM-Turniers wurde er jedoch nur einmal im Vorrunden-Spiel gegen Peru eingesetzt, in dem er sich durch einen Tritt Lavalles eine schwere Verletzung am linken Knie zuzog, deren Folgen ihn letzten Endes auch zwei Jahre später zum Karriereende zwangen. 1928 gewann er mit der Celeste zudem ein weiteres Mal die Copa Lipton, zwei Jahre später auch die Copa Newton.
Tejera absolvierte insgesamt 20 Länderspiele im Zeitraum 23. September 1922 bis 15. Mai 1932, bei denen er nicht ins gegnerische Tor traf. Die Internetpräsenz der Wanderers dagegen erwähnt 30 Länderspieleinsätze, bei denen vermutlich die FUF-Einsätze mitberücksichtigt wurden.

## Erfolge
- Weltmeister (1930)
- Olympiasieger (1928)
- Südamerikameister (1920 und 1926)
- Copa Lipton (1922 und 1928)
- Copa Newton (1930)
- Uruguayischer Meister (1923 (FUF) und 1931)
- Copa Río de la Plata (1924)